# Puente Lucano
El puente Lucano (en italiano: ponte Lucano) es un puente romano que cruza el Aniene, en la provincia de Roma, en Italia, en la vía Tiburtina. Saliendo desde Roma, se encuentra justo después de las Termas de Tívoli y antes de la Villa de Adriano.
El monumento forma parte del proyecto del Fondo Mundial para los Monumentos desde el 2010, por contar entre los monumentos más amenazados.

## Historia
El puente, que data del siglo I a. C. cruza el Aniene al pie de las alturas de Tíbur (Tívoli). Este puente de siete arcos de piedra de la vía Tiburtina, se mantuvo en uso hasta mediados del siglo XX, cuando un nuevo puente fue construido un poco más al norte para llevar el tráfico vehicular.
El yacimiento arqueológico comprende también, sobre el margen izquierdo (al este), con una gran torre redonda, datando también del siglo I a. C., cubierta de inscripciones: el mausoleo de los Plaucios, ilustra familia romana que contó entre sus miembros a Cayo Plaucio Próculo, Cayo Plaucio Venón y Marco Plaucio Silvano. Sobre la misma margen subsisten las ruinas de un albergue del siglo XVISiglo XVI. Una de las inscripciones latinas encontradas en el mausoleo de los Plautii, indica que Marco Plaucio Lucano y Tiberio Claudio Nerón construyeron el puente a la altura de la milla catorce de la Via Tiburtina:
M PLAVTIVS | M F ANIEN | LVCANVS | TI. CLAVDIVS | TI. F PAL. | NERO. AED. CVR | PR. CENS. TTVIR. V | M. XIV

## Trabajos de restauración
El conjunto arqueológico ha sobrevivido siglos en su integridad, pero requiere de restauraciones. Las inundaciones del 2004, debidas en parte a vertidos industriales ilegales que obstruyeron el cauce del río, se tomó la decisión de restaurar este conjunto monumental de calidad y de integrarlo progresivamente en un paisaje mucho más acogedor.

## Galería de imágenes

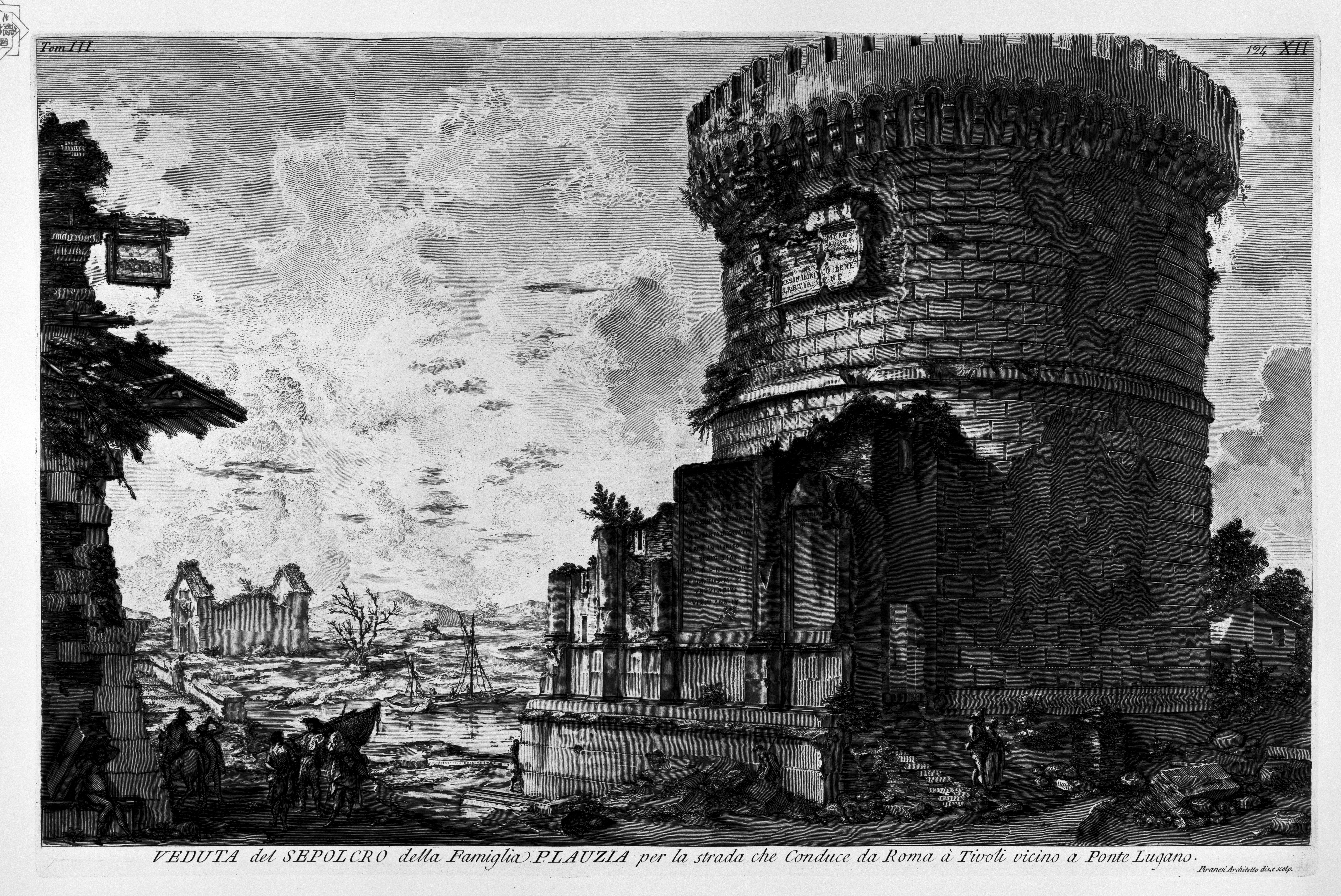
El mausoleo en un grabado de Piranesi, 1756
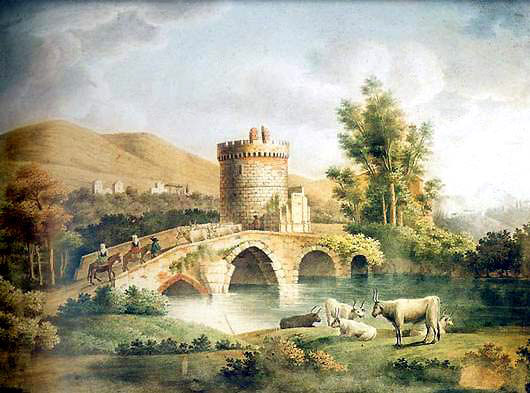
El puente Lucano y el mausoleo de los Plaucios, óleo sobre tela (1880) de Pietro della Valle (1827-1891)
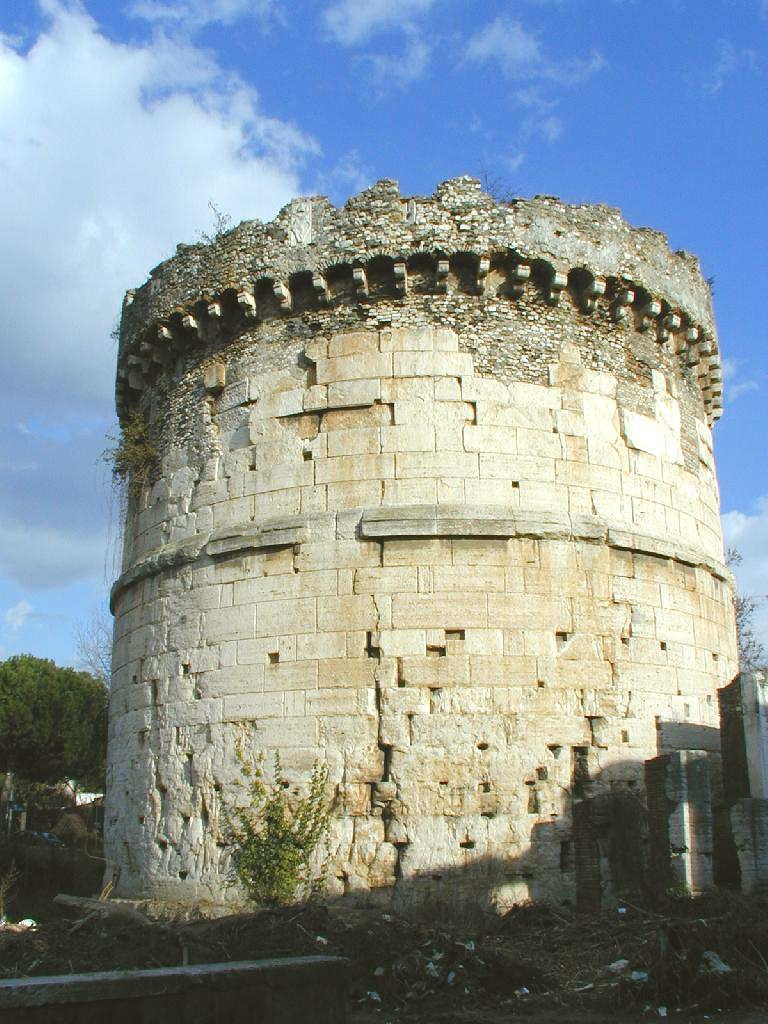
El mausoleo de los Plaucios
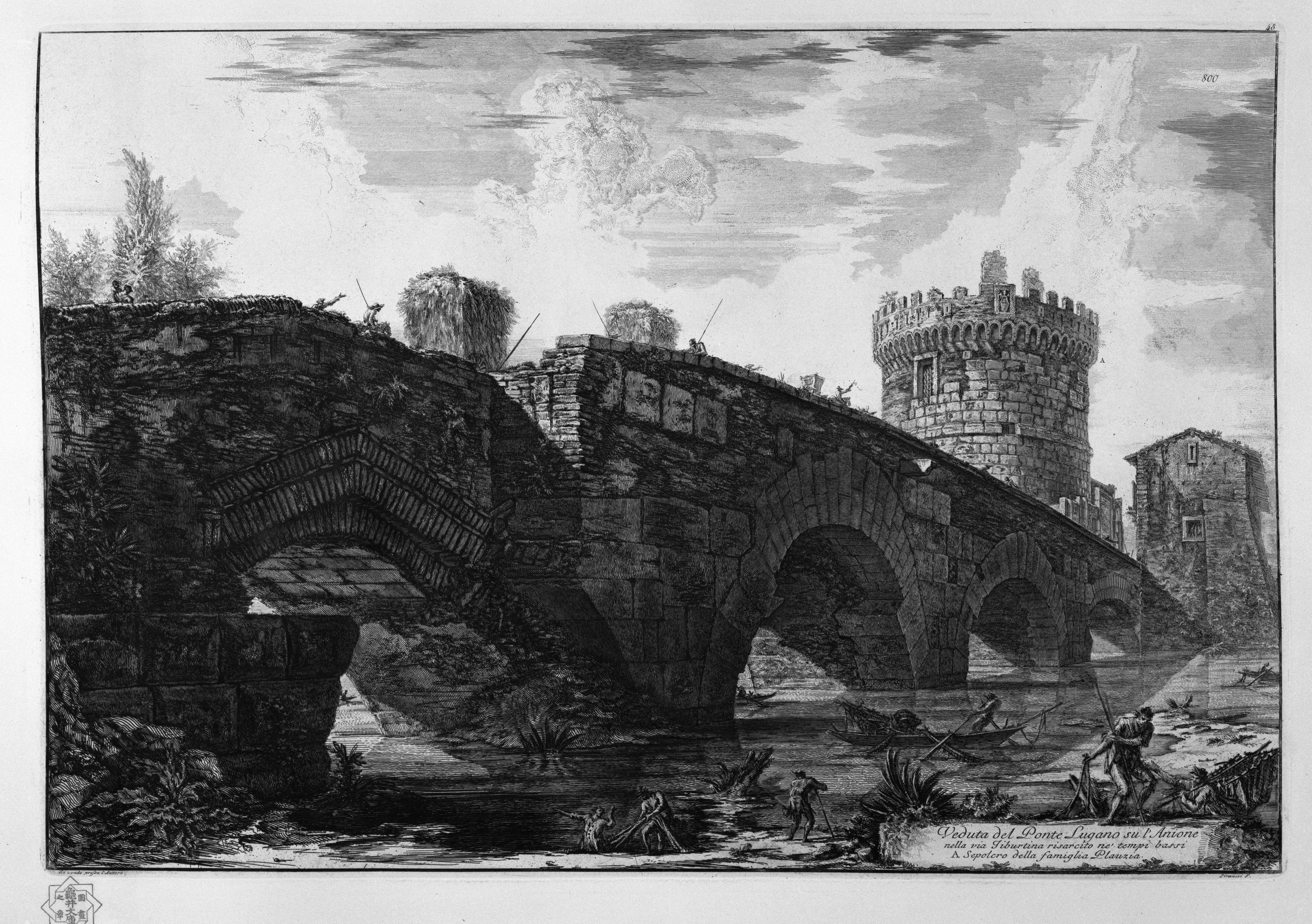
El puente en un grabado de Piranesi